# Liste der Kulturdenkmale in Freienwill
In der Liste der Kulturdenkmale in Freienwill sind alle Kulturdenkmale der schleswig-holsteinischen Gemeinde Freienwill (Kreis Schleswig-Flensburg) und ihrer Ortsteile aufgelistet (Stand: 10. März 2025).

## Legende
In den Spalten befinden sich folgende Informationen:
- Objekt-ID: die Nummer des Kulturdenkmales
- Lage: die Adresse des Kulturdenkmales und die geographischen Koordinaten. Kartenansicht, um Koordinaten zu setzen. In der Kartenansicht sind Kulturdenkmale ohne Koordinaten mit einem roten Marker dargestellt und können in der Karte gesetzt werden. Kulturdenkmale ohne Bild sind mit einem blauen Marker gekennzeichnet, Kulturdenkmale mit Bild mit einem grünen Marker.
- Offizielle Bezeichnung: Bezeichnung des Kulturdenkmales
- Beschreibung: die Beschreibung des Kulturdenkmales
- Bild: ein Bild des Kulturdenkmales

## Sachgesamtheiten
| Objekt-ID      | Lage                                                  | Offizielle Bezeichnung | Beschreibung | Bild                             |
| -------------- | ----------------------------------------------------- | ---------------------- | --- | -------------------------------- |
| 40913 Wikidata | Eckernförder Landstraße (54° 43′ 40″ N, 9° 30′ 40″ O) | Kirche St. Johannes    | Aktualisierung vorgesehen - Begründung: geschichtlich, künstlerisch, städtebaulich, Kulturlandschaft prägend - Schutzumfang: Kirche St. Johannes mit Ausstattung, Kirchhof | weitere Fotos \| Fotos hochladen |

## Bauliche Anlagen
| Objekt-ID     | Lage                                                  | Offizielle Bezeichnung              | Beschreibung | Bild                             |
| ------------- | ----------------------------------------------------- | ----------------------------------- | --- | -------------------------------- |
| 2230 Wikidata | Grühbogen (54° 43′ 20″ N, 9° 30′ 7″ O)                | Brücke Juhlschau                    | Liegt nahe Juhlschau aber schon im Ortsteil Kleinsolt-Heidefeld; Alteintragung (Aktualisierung vorgesehen) - Begründung: Alteintragung (Aktualisierung vorgesehen) - Schutzumfang: Alteintragung (Aktualisierung vorgesehen) - Denkmaltyp: Bauliche Anlage | BW                               |
| 2229 Wikidata | Eckernförder Landstraße (54° 43′ 40″ N, 9° 30′ 40″ O) | Kirche St. Johannes mit Ausstattung | Alteintragung (Aktualisierung vorgesehen) - Begründung: geschichtlich, künstlerisch, städtebaulich - Schutzumfang: gesamtes Objekt - Denkmaltyp: Bauliche Anlage, Sachgesamtheit: Kirche St. Johannes                                                      | weitere Fotos \| Fotos hochladen |

## Gründenkmale
| Objekt-ID      | Lage                                                  | Offizielle Bezeichnung | Beschreibung | Bild            |
| -------------- | ----------------------------------------------------- | ---------------------- | --- | --------------- |
| 23152 Wikidata | Eckernförder Landstraße (54° 43′ 41″ N, 9° 29′ 31″ O) | Kirchhof               | Alteintragung (Aktualisierung vorgesehen) - Begründung: geschichtlich, Kulturlandschaft prägend - Schutzumfang: gesamtes Objekt - Denkmaltyp: Gründenkmal, Sachgesamtheit: Kirche St. Johannes | Fotos hochladen |

## Quelle
- Liste der Kulturdenkmale in Schleswig-Holstein – Kreis Schleswig-Flensburg

- Karte mit allen Koordinaten:
- OSM |
- WikiMap